# 武藏野弥助
武藏野 弥助（むさしの やすけ、1824年（文政7年）- 1859年（安政6年））は、信濃国水内郡蓮村（現：長野県飯山市）出身の元大相撲力士。本名は森山 竹藏（もりやま たけぞう）。

## 来歴
1824年に信濃国水内郡蓮村（現：長野県飯山市）で生まれる。1845年3月場所で丹波川の名で初土俵を踏み、飯山藩主・本多氏の抱え力士とされた。1858年11月場所で新入幕を果たすが、僅か6ヶ月後の1859年7月、大坂巡業中に大名の息子が土俵上で放尿する姿を目撃し、息子を殴打した。当時は武士の権威がとても高く、それを笠に着て土俵上で乱暴な振る舞いをする者（特に大名の息子）も少なくない中で、大名の権威を恐れて周囲が黙認する中で武藏野は義憤を抑えられなかった。武藏野に殴打された息子は半身不随の重傷を負い、武藏野は即日手打ちに遭った。36歳だった。また、師匠・武蔵川（大橋初五郎）も監督不行き届けによって年寄を罷免され、角界から永久追放処分となった（追放後は消息不明のまま、間もなく亡くなったと伝えられる）。
武藏野の没後から約70年後が経過した1927年8月、生家から程近い飯山市蓮飯駒に記念碑が建てられた。